# NGC 5347
NGC 5347 est une galaxie spirale barrée située dans la constellation des Chiens de chasse. Sa vitesse par rapport au fond diffus cosmologique est de 2 577 ± 15 km/s, ce qui correspond à une distance de Hubble de 38,0 ± 2,7 Mpc (∼124 millions d'al). NGC 5347 a été découverte par l'astronome germano-britannique William Herschel en 1785.
La classe de luminosité de NGC 5347 est I-II et elle présente une large raie HI. C'est aussi une galaxie active de type Seyfert 2. Dans la  bande K infrarouge, NGC 5347 présente une barre centrale de  42 secondes d'arc dont l'ellipticité maximale est de 0,61. L'angle de position de celle-ci est de 103°.
Le relevé astronomique SAGA destiné à la recherche de galaxies satellites en orbite autour d'une autre galaxie a permis de confirmer la présence de deux galaxies satellites pour NGC 5347.
À ce jour, sept mesures non basées sur le décalage vers le rouge (redshift) donnent une distance de 19,571 ± 8,916 Mpc (∼63,8 millions d'al), ce qui est nettement à l'extérieur des valeurs de la distance de Hubble. Puisque cette galaxie semble relativement rapprochée du Groupe local, cette distance est peut-être plus près de sa distance réelle que la distance de Hubble. Notons que c'est avec la valeur moyenne des mesures indépendantes, lorsqu'elles existent, que la base de données NASA/IPAC calcule le diamètre d'une galaxie et qu'en conséquence le diamètre de NGC 5347 pourrait être d'environ 19,9 kpc (∼64 900 al) si on utilisait la distance de Hubble pour le calculer.
Selon un article publié par Steven D. Peterson en 1979, NGC 5318 et NGC 5347 forment une paire de galaxies. Mais, il s'agit d'une paire optique et non d'une paire réelle, car NGC 5318 est à 66,0 Mpc de la Voie lactée, soit presque deux fois plus éloigné.

## Trou noir supermassif
Selon les auteurs d'un article publié en 2002, la masse du trou noir central de M51 (NGC 5347) est de 6,17 x 106{\displaystyle M_{\odot }} (106,79{\displaystyle M_{\odot }}).  
Selon une étude réalisée  en 2007 auprès de 90 galaxies de type Seyfert 2 utilisant la dispersion des vitesses a permis d'estimer la masse des trous noirs supermassifs centraux de celles-ci. Pour NGC 5347, la masse du trou noir est égale à 6,2 × 106 {\displaystyle M_{\odot }} (106,79).
Selon une autre étude publiée en 2009 et basée sur la vitesse interne de la galaxie mesurée par le télescope spatial Hubble, la masse du trou noir supermassif au centre de NGC 5283 serait comprise entre 6,5 millions et 46 millions de {\displaystyle M_{\odot }}.
Selon une troisième étude publiée en 2012 et basée sur la dispersion des vitesses de la région centrale de NGC 5347, la masse du trou noir serait de 9,3 millions de {\displaystyle M_{\odot }}  (106,97).